# Krisztián Kenesei
Krisztián Kenesei (Budapest, 7 gennaio 1977) è un calciatore ungherese.

## Carriera
La sua carriera inizia nell'MTK Hungária, dove gioca per sette anni prima di trasferirsi al Győri ETO e allo Zalaegerszeg. Il 25 agosto 2003, firma per il Beijing Guoan ma viene rimandato in prestito al Győri ETO nel 2005. Nel gennaio 2007, gli viene concesso il passaggio al Vasas, e dal 30 luglio 2007 accetta il trasferimento in Italia, nell'Avellino. In Irpinia l'ex capitano della Nazionale ungherese ha problemi di ambientamento e con la maglia biancoverde realizza due sole reti: la prima in trasferta a Rimini (gol del 2-2 su calcio di rigore), la seconda in casa col Bari (3-2 il risultato finale). A fine stagione, dopo la retrocessione sul campo dell'Avellino, ritorna per l'ennesima volta in patria per giocare nell'Haladás. Nell'estate del 2008 si rende nuovamente protagonista siglando un gol a pallonetto durante un'amichevole contro gli inglesi dell'Arsenal.
Qualche anno fa è entrato nel tabellino dei marcatori in un'altra amichevole di lusso contro il Real Madrid (3-1 per gli spagnoli, reti di Owen, Zidane, Ronaldo e appunto Kenesei), mentre con la nazionale ungherese è da ricordare un importante gol contro la Svezia (1-1, reti di Ibrahimović e Kenesei). Ha anche giocato in Champions League, nel turno preliminare, affrontando nella stagione 2002-2003 il Manchester United (1-0 per i magiari all'andata, sconfitta per 5-0 all'Old Trafford).

## Statistiche

### Cronologia presenze e reti in nazionale
| Cronologia completa delle presenze e delle reti in nazionale ― Ungheria | Cronologia completa delle presenze e delle reti in nazionale ― Ungheria | Cronologia completa delle presenze e delle reti in nazionale ― Ungheria | Cronologia completa delle presenze e delle reti in nazionale ― Ungheria | Cronologia completa delle presenze e delle reti in nazionale ― Ungheria | Cronologia completa delle presenze e delle reti in nazionale ― Ungheria | Cronologia completa delle presenze e delle reti in nazionale ― Ungheria | Cronologia completa delle presenze e delle reti in nazionale ― Ungheria |
| Data                                                                    | Città                                                                   | In casa                                                                 | Risultato                                                               | Ospiti                                                                  | Competizione                                                            | Reti                                                                    | Note                                                                    |
| ----------------------------------------------------------------------- | ----------------------------------------------------------------------- | ----------------------------------------------------------------------- | ----------------------------------------------------------------------- | ----------------------------------------------------------------------- | ----------------------------------------------------------------------- | ----------------------------------------------------------------------- | ----------------------------------------------------------------------- |
| 29-3-2000                                                               | Debrecen                                                                | Ungheria                                                                | 0 – 0                                                                   | Polonia                                                                 | Amichevole                                                              | -                                                                       | 79’                                                                     |
| 12-2-2002                                                               | Larnaca                                                                 | Rep. Ceca                                                               | 2 – 0                                                                   | Ungheria                                                                | Amichevole                                                              | -                                                                       | 46’                                                                     |
| 13-2-2002                                                               | Limassol                                                                | Ungheria                                                                | 1 – 2                                                                   | Svizzera                                                                | Amichevole                                                              | -                                                                       | 71’                                                                     |
| 27-3-2002                                                               | Chișinău                                                                | Moldavia                                                                | 0 – 2                                                                   | Ungheria                                                                | Amichevole                                                              | 1                                                                       | 59’                                                                     |
| 17-4-2002                                                               | Debrecen                                                                | Ungheria                                                                | 2 – 5                                                                   | Bielorussia                                                             | Amichevole                                                              | 1                                                                       | 46’                                                                     |
| 21-8-2002                                                               | Budapest                                                                | Ungheria                                                                | 1 – 1                                                                   | Spagna                                                                  | Amichevole                                                              | -                                                                       | 63’                                                                     |
| 7-9-2002                                                                | Reykjavík                                                               | Islanda                                                                 | 0 – 2                                                                   | Ungheria                                                                | Amichevole                                                              | -                                                                       | 70’                                                                     |
| 12-10-2002                                                              | Stoccolma                                                               | Svezia                                                                  | 1 – 1                                                                   | Ungheria                                                                | Qual. Euro 2004                                                         | 1                                                                       | 69’                                                                     |
| 16-10-2002                                                              | Budapest                                                                | Ungheria                                                                | 3 – 0                                                                   | San Marino                                                              | Qual. Euro 2004                                                         | -                                                                       | 86’                                                                     |
| 20-11-2002                                                              | Budapest                                                                | Ungheria                                                                | 1 – 1                                                                   | Ungheria                                                                | Amichevole                                                              | -                                                                       | 46’                                                                     |
| 12-2-2003                                                               | Larnaca                                                                 | Bulgaria                                                                | 1 – 1                                                                   | Ungheria                                                                | Amichevole                                                              | -                                                                       |                                                                         |
| 29-3-2003                                                               | Chorzów                                                                 | Polonia                                                                 | 0 – 0                                                                   | Ungheria                                                                | Qual. Euro 2004                                                         | -                                                                       | 70’                                                                     |
| 2-4-2003                                                                | Budapest                                                                | Ungheria                                                                | 1 – 2                                                                   | Svezia                                                                  | Qual. Euro 2004                                                         | -                                                                       |                                                                         |
| 30-4-2003                                                               | Budapest                                                                | Ungheria                                                                | 5 – 1                                                                   | Lussemburgo                                                             | Amichevole                                                              | 1                                                                       | 72’                                                                     |
| 7-6-2003                                                                | Budapest                                                                | Ungheria                                                                | 3 – 1                                                                   | Lettonia                                                                | Qual. Euro 2004                                                         | -                                                                       | 65’                                                                     |
| 11-6-2003                                                               | Serravalle                                                              | San Marino                                                              | 0 – 5                                                                   | Ungheria                                                                | Qual. Euro 2004                                                         | 1                                                                       |                                                                         |
| 20-8-2003                                                               | Lubiana                                                                 | Slovenia                                                                | 2 – 1                                                                   | Ungheria                                                                | Amichevole                                                              | -                                                                       | 57’                                                                     |
| 10-9-2003                                                               | Riga                                                                    | Lettonia                                                                | 3 – 1                                                                   | Ungheria                                                                | Qual. Euro 2004                                                         | -                                                                       | 46’                                                                     |
| 11-10-2003                                                              | Budapest                                                                | Ungheria                                                                | 1 – 2                                                                   | Polonia                                                                 | Qual. Euro 2004                                                         | -                                                                       | 64’                                                                     |
| 19-2-2004                                                               | Limassol                                                                | Ungheria                                                                | 2 – 1                                                                   | Lettonia                                                                | Amichevole                                                              | 1                                                                       |                                                                         |
| 21-2-2004                                                               | Strovolos                                                               | Ungheria                                                                | 0 – 3                                                                   | Romania                                                                 | Amichevole                                                              | -                                                                       | 63’                                                                     |
| 31-3-2004                                                               | Budapest                                                                | Ungheria                                                                | 1 – 2                                                                   | Galles                                                                  | Amichevole                                                              | 1                                                                       | 46’                                                                     |
| 28-4-2004                                                               | Budapest                                                                | Ungheria                                                                | 1 – 4                                                                   | Brasile                                                                 | Amichevole                                                              | -                                                                       | 59’                                                                     |
| 1-6-2004                                                                | Tientsin                                                                | Cina                                                                    | 2 – 1                                                                   | Ungheria                                                                | Amichevole                                                              | 1                                                                       |                                                                         |
| 2-2-2005                                                                | Cardiff                                                                 | Arabia Saudita                                                          | 0 – 0                                                                   | Ungheria                                                                | Amichevole                                                              | -                                                                       | 60’                                                                     |
| 9-2-2005                                                                | Cardiff                                                                 | Galles                                                                  | 2 – 0                                                                   | Ungheria                                                                | Amichevole                                                              | -                                                                       | 81’                                                                     |
| 17-8-2005                                                               | Budapest                                                                | Ungheria                                                                | 1 – 2                                                                   | Argentina                                                               | Amichevole                                                              | -                                                                       | 69’                                                                     |
| 3-9-2005                                                                | Budapest                                                                | Ungheria                                                                | 4 – 0                                                                   | Malta                                                                   | Qual. Mondiali 2006                                                     | -                                                                       | 69’                                                                     |
| 16-11-2005                                                              | Il Pireo                                                                | Grecia                                                                  | 2 – 1                                                                   | Ungheria                                                                | Amichevole                                                              | 1                                                                       | 70’                                                                     |
| Totale                                                                  |                                                                         | Presenze                                                                | 29                                                                      |                                                                         | Reti                                                                    | 9                                                                       |                                                                         |

## Palmarès

### Club
- Campionato ungherese: 3

MTK Budapest/Hungária: 1996/1997, 1998/1999
Zalaegerszeg: 2001/2002
- Coppa d'Ungheria: 2

MTK Budapest: 1996/1997, 1997/1998

### Individuale
- Capocannoniere del campionato ungherese: 1

2002/2003 (23 reti)
- Miglior calciatore del campionato cinese: 1

2004